# Avast Software
Az Avast Software egy prágai székhelyű számítógép-biztonsági cég.  

## Története
A céget Eduard Kučera és Pavel Baudiš alapította 1988-ban. Akkor még szövetkezet volt, 2010-ben lett kft., 2018-ban indították meg a tőzsdei bejegyzését.
Vezetője 2009 és 2019 között az amerikai Vincent ("Vince") Steckler volt. Posztját 2019-ben Ondrej Vlcek vette át.
2016 júliusában az Avast 1,3 milliárd dollárért felvásárolta az AVG Technologies céget, az AVG vírusölő fejlesztőjét.